# 女悪魔

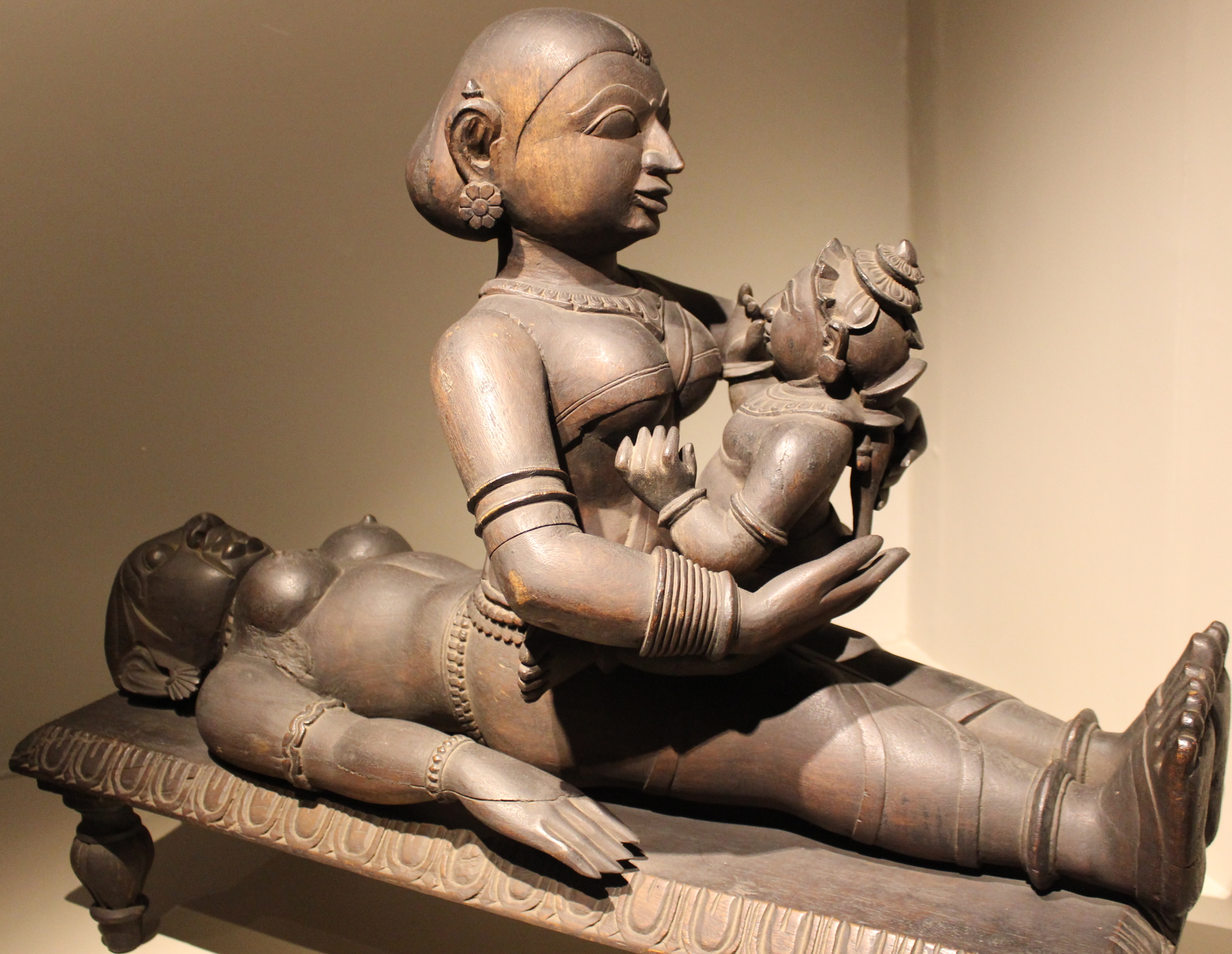
クリシュナに毒入りの母乳を与えて殺すことを企図する女悪魔プータナーは、同時にクリシュナに打ち負かされて地面に横たわっている姿でも表現されている。

女悪魔（おんなあくま、英: Demoness、西: Diabla、独: Teufelinnen Teufelin、仏: Diablesse）は、男性の邪悪な超自然的存在として認識される「悪魔」 (Demon) とは反対に、女性の邪悪な超自然的存在を表す概念。この存在は女性の悪魔、あるいは女性的な悪魔を意味する。

## 概要

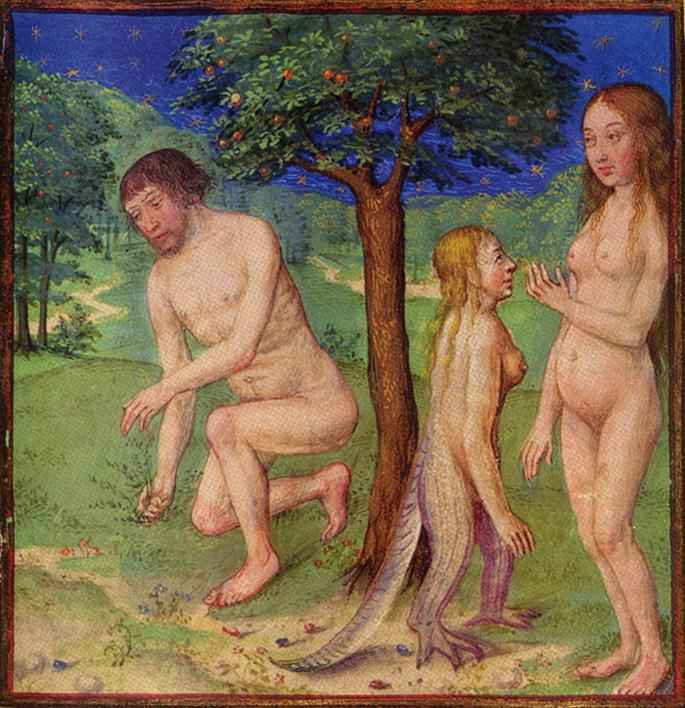
アダムとイヴはヘビにそそのかされ、エデンの園から追放された。神はヘビと女性との間に敵意を抱かせた。15世紀のミニアチュール。

女悪魔は卑猥さ、月経の原因、幼児殺しなどと関連付けられる。
『ベン・シラのアルファベット』などでアダムの最初の妻とされることがあるリリスは、夜に人の子供を殺す女悪魔だったり、寝ている男を襲って子供を作るサキュバスとも語られるようになった。女悪魔の概念は、おそらくアダムの最初の妻であるリリスが元となっている。
ハインリヒ・ハイネの『ドイツの宗教と哲学の歴史について』によると、『タンホイザー』に登場する淫蕩の女神ヴェーヌスはベルゼブブの娘とされ、タンホイザーによって「女悪魔」（Teufelinne）と呼ばれる。
ジョン・ウッドロフによると、金剛薩埵とヴァジュラパーニがマラヤ山に向かうと、山には四方に4つの門があった。各門にはそれぞれ雌馬、雌豚、ライオン、犬の頭をした女悪魔が番をしていた。栄光ある者はこれを征伐し、女悪魔と交わると、この交配によって白馬の顔、黒い雌豚の顔、赤いライオンの顔、緑の犬の顔の娘が産まれた。更に進んでいくと、別の8人の女悪魔の哨兵とも鉢合わせた。これらは雌ライオン、雌虎、狐、狼、ハゲワシ、カンカ（Kanka、謎の生物）、烏、梟の頭を持っていた。栄光ある者は彼女らとも交合し、それによって外見はそれぞれの母親に似て荒々しく、心は父親に似て神を敬い、洞察力と知恵を持つ娘が8人産まれた。
ヘクター・ボイスによると、スコットランドで美形な若い男性の下に、閉ざされているはずのドアを通り抜けて、女悪魔が結婚を申し込んできた。男性が司教に相談すると、司教は彼に断食し、祈り、告解するように命じた。それを実践すると、女悪魔はもう現れなくなった。ピエール・ド・ランクルによると、エジプトで、誠実な装蹄師が夜中に鋳造に従事していると、美しい女悪魔が近寄ってきたという。装蹄師はその悪魔の顔に熱い鉄を投げつけると、女悪魔はすぐに逃げ出した。
マンダ教の宇宙論では、闇の世界には七曜や黄道十二宮、無数の怪物たちと共に女悪魔のルーハーが属している。

## 語源
女悪魔を意味する英語の「demoness」は、「悪魔」を意味する「demon」と「女性」を意味する「ess」を掛け合わせた言葉である。「demoness」の最も古い使用例は、17世紀の聖書学者ジョセフ・ミードによるものが挙げられる。他の英語に「deviless」があるが、この単語を最も初期に使用したのはトマス・アーカートであり、フランス語の「diablesse」から翻訳された。
吉田敦彦は1976年に出版された『小さ子とハイヌウェレ』でヒディムバーを指して「女悪魔」という用語を使用している。
中村了昭はラーマーヤナに登場するニクムビラーを「女悪魔」と訳している。大阪市立大学名誉教授の大沢慶子は「Teufelinne」を「女悪魔」と訳した。

## 主な女悪魔

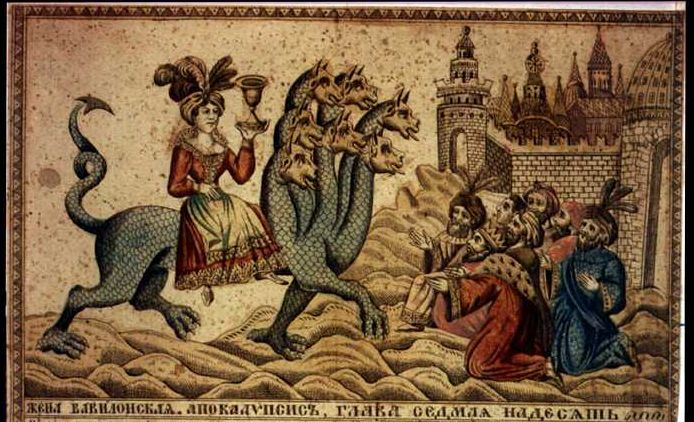
7つの頭を持つ獣に乗った大淫婦バビロン。

### ユダヤ神話
- アグラット・バット・マハラト
- リリス
- リリートゥ
- アルダト・リリー
- ナアマ
- エイシェト・ゼヌニム
- エストリエ
- サキュバス

### キリスト教
- アブラヘル
- オノスケリス

### ゾロアスター教
- ジャヒー[17]
- ブーシュヤンスター
- パリカー

### スラヴ神話
- アラ
- ブウェンドニツァ

### テュルク神話
- アル

### インド神話
- プータナー[18]

## 大衆文化

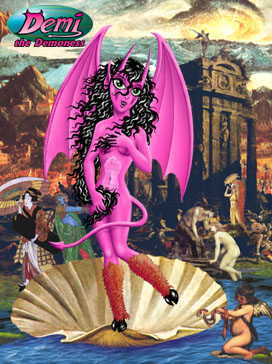
デミ・ザ・デーモネス

1992年、セクシーな女悪魔を主人公としたスティーブ・クロンプトンによる漫画『デミ・ザ・デーモネス』が出版された。
日本の漫画『カナン様はあくまでチョロい』は、人間の世界の高校に潜入するカナンという女悪魔を題材にした作品である。